# Carinotetraodon travancoricus
Carinotetraodon travancoricus е вид лъчеперка от семейство Tetraodontidae. Видът е уязвим и сериозно застрашен от изчезване.

## Разпространение
Разпространен е в Индия (Карнатака и Керала).

## Описание
На дължина достигат до 3,5 cm.
Популацията на вида е намаляваща.